# 1925 год в истории железнодорожного транспорта
1925 год в истории железнодорожного транспорта

## События
- 16 января — Тепловоз Щэл1 впервые прибыл в Москву, ведя за собой тысячетонный состав.
- 9 ноября — крушение на станции Дивово.
- На Юго-Западной железной дороге, была построена линия Нежин — Чернигов.
- В России открыт первый участок Узкоколейной железной дороги Оха — Ноглики.
- В СССР началась замена тормозов фирмы «Вестингауз» тормозами с воздухораспределителем конструкции Ф.П. Казанцева[1].
- Под Москвой на станции Люблино организована тепловозная база для изучения первых тепловозов и сравнительной оценки их с паровозами[1].

## Новый подвижной состав
- Начался выпуск 4-осных крытых вагонов грузоподъёмностью 50 тонн[1].
- Первые паровозы серии Су переданы в эксплуатацию на железные дороги.